# Doddaullarthi, Challakere
Doddaullarthi là một làng thuộc tehsil Challakere, huyện Chitradurga, bang Karnataka, Ấn Độ.